# Giro del Belgio 1953
Il Giro del Belgio 1953, trentasettesima edizione della corsa, si svolse in cinque tappe tra il 13 e il 17 maggio 1953, per un percorso totale di 1 292 km e fu vinto dal belga Florent Rondele.

## Tappe
| Tappa  | Data      | Percorso                | km    | Vincitore di tappa  | Leader cl. generale |
| ------ | --------- | ----------------------- | ----- | ------------------- | ------------------- |
| 1ª     | 13 maggio | Bruxelles > Mons        | 260   | Robert Vanderstockt |                     |
| 2ª     | 14 maggio | Mons > Middelkerke      | 268   | Ernest Sterckx      |                     |
| 3ª     | 15 maggio | Middelkerke > Verviers  | 263   | Florent Rondele     |                     |
| 4ª     | 16 maggio | Verviers > Florenville  | 240   | Ernest Sterckx      |                     |
| 5ª     | 17 maggio | Florenville > Bruxelles | 261   | Alex Close          | Florent Rondele     |
| Totale | Totale    | Totale                  | 1 292 |                     |                     |

## Dettagli delle tappe

### 1ª tappa
- 13 maggio: Bruxelles > Mons – 260 km

Risultati
| Pos. | Corridore           | Squadra      | Tempo    |
| ---- | ------------------- | ------------ | -------- |
| 1    | Robert Vanderstockt | Peugeot      | 7h06'10" |
| 2    | Henri Jochums       | Peugeot      | a 48"    |
| 3    | Roger Desmet        | Groene Leeuw | s.t.     |

### 2ª tappa
- 14 maggio: Mons > Middelkerke – 268 km

Risultati
| Pos. | Corridore      | Squadra      | Tempo    |
| ---- | -------------- | ------------ | -------- |
| 1    | Ernest Sterckx | Peugeot      | 7h31'05" |
| 2    | Roger Desmet   | Groene Leeuw | s.t.     |
| 3    | Henri Jochums  | Peugeot      | s.t.     |

### 3ª tappa
- 15 maggio: Middelkerke > Verviers – 263 km

Risultati
| Pos. | Corridore       | Squadra      | Tempo    |
| ---- | --------------- | ------------ | -------- |
| 1    | Florent Rondelé | Bertin       | 7h50'35" |
| 2    | Alex Close      | Peugeot      | a 7"     |
| 3    | Lucien Mathys   | Groene Leeuw | a 50"    |

### 4ª tappa
- 16 maggio: Verviers > Florenville – 240 km

Risultati
| Pos. | Corridore      | Squadra       | Tempo    |
| ---- | -------------- | ------------- | -------- |
| 1    | Ernest Sterckx | Peugeot       | 7h42'15" |
| 2    | Brik Schotte   | Alcyon-Dunlop | s.t.     |
| 3    | Edward Peeters | Van Hauwaert  | s.t.     |

### 5ª tappa
- 17 maggio: Florenville > Bruxelles – 261 km

Risultati
| Pos. | Corridore      | Squadra      | Tempo    |
| ---- | -------------- | ------------ | -------- |
| 1    | Alex Close     | Peugeot      | 7h09'28" |
| 2    | Ernest Sterckx | Peugeot      | a 6'31"  |
| 3    | Edward Peeters | Van Hauwaert | s.t.     |

## Classifiche finali

### Classifica generale
| Pos. | Corridore           | Squadra        | Tempo     |
| ---- | ------------------- | -------------- | --------- |
| 1    | Florent Rondelé     | Bertin         | 37h34'52" |
| 2    | Alberic Schotte     | Alcyon-Dunlop  | a 1'55"   |
| 3    | Pino Cerami         | Peugeot        | a 2'05"   |
| 4    | Hilaire Couvreur    | Terrot         | a 2'10"   |
| 5    | Raymond Impanis     | Garin-Wolber   | s.t.      |
| 6    | Roger Van Remoortel | De Greef Sport | s.t.      |
| 7    | Henri Van Kerkhove  | Mercier        | s.t.      |
| 8    | Karel De Baere      | Mercier        | s.t.      |
| 9    | Edward Peeters      | Van Hauwaert   | s.t.      |
| 10   | Lucien Mathys       | Groene Leeuw   | a 2'18"   |